# Аронсон, Ли
Ли Аронсон (англ. Lee Aronsohn; род. 15 декабря 1952 года, США) — американский сценарист, композитор и продюсер.
По его сценариям снято много ситкомов, таких как «Лодка любви», «Кто здесь босс?», «Грейс в огне» и «Теория Большого взрыва».
В 1997 году стал одним из создателей ситкома Life... and Stuff с участием Рика Рейнольдса и Пэм Доубер под названием.
В 2003 году Аронсон стал сопродюсером сериала Два с половиной человека и написал музыку для нескольких серий.